# NGC 2988
NGC 2988 is een spiraalvormig sterrenstelsel in het sterrenbeeld Leeuw. Het hemelobject werd op 19 februari 1855 ontdekt door de Ierse astronoom William Parsons.

## Synoniemen
- ZWG 122.78
- KCPG 214A
- PGC 28078